# Ilja Szymanowicz
Ilja Siarhiejewicz Szymanowicz (biał. Ілья Сяргеевіч Шымановіч; ur. 2 sierpnia 1994) – białoruski pływak specjalizujący się w stylu klasycznym, mistrz świata i mistrz Europy na krótkim basenie.

## Kariera
W 2015 roku na mistrzostwach Europy na krótkim basenie w Netanji zdobył brązowe medale w sztafetach męskiej i mieszanej 4 × 50 m stylem zmiennym.
Rok później, podczas mistrzostw świata na krótkim basenie w Windsorze wraz z Pawiełem Sankowiczem, Jauhienem Curkinem i Antonem Łatkinem wywalczył brąz w sztafecie 4 × 50 m stylem zmiennym. Na dystansie 100 m stylem klasycznym był ósmy z czasem 57,28 s.
W lipcu 2017 roku na mistrzostwach świata w Budapeszcie w konkurencji 50 m stylem klasycznym zajął ósme miejsce, uzyskawszy czas 27,27 s. Na dystansie dwukrotnie dłuższym uplasował się na 16. pozycji (1:00,01 min).
Miesiąc później, podczas uniwersjady w Tajpej zdobył złote medale na 50 i 100 m stylem klasycznym.
W grudniu tego samego roku na zawodach w Kopenhadze został wicemistrzem Europy w sztafecie mieszanej 4 × 50 m stylem zmiennym. Zdobył także brązowy medal w męskiej sztafecie 4 × 50 m stylem zmiennym.
W 2018 roku podczas mistrzostw świata na krótkim basenie w Hangzhou wywalczył srebrne medale w konkurencjach 50 i 100 m stylem klasycznym, w obu ustanowił rekordy swojego kraju, uzyskawszy odpowiednio czasy 25,77 s i 56,10 s.